# 現代演劇協会
現代演劇協会（げんだいえんげききょうかい、Institute of Dramatic Arts、DARTS）は、かつて存在した日本の芸術団体。1963年設立、2013年解散。

## 概要
1963年1月、構想を表明。同年5月、財団法人設立の認可を受け、正式に発足。
附属劇団に『雲』（1963年 - 1975年）、『欅』（1965年 - 1975年）、『昴』（1976年 - 2006年）。附属劇場に『三百人劇場』（1974年 - 2006年）。
2013年11月、解散。残余財産は公益財団法人『新国立劇場運営財団』に寄附。

## 経緯
1963年1月14日、『新芸術運動』を標榜する構想が新聞報道により公になる。文芸評論家の福田恆存を中心として、半年余り前から協議が重ねられて来たものであった。時を同じくして『文学座』の中堅・若手俳優など総勢29人が脱退届を提出。全員が同構想への参加を表明する。
同日午後、東京會舘・真珠の間において記者会見が行われる。出席した27人を代表して福田恆存により創立声明書が読み上げられる。
同時に幅広い文化活動、総合的な演劇事業を進める事が表明される。
- 「公演活動」
- 「海外演出家の招致、日本人演出家との共同演出」
- 「演出・演技のための研究機関（アクターズ・スタジオ）の設立」
- 「同人の海外留学」
- 「定本となるべき世界戯曲譯書の編集・刊行」
- 「演劇図書館の設立」
- 「機関誌の編集」

同年3月、砂防会館ホールにて旗揚公演『夏の夜の夢』を上演。同年5月、財団法人設立の認可を受け、改めて『雲』を附属劇団とする。

### 役員名
＜理事長＞
- 福田恆存

＜常任理事＞
- 芥川比呂志
- 向坂隆一郎

＜理事＞
- 小林秀雄
- 大岡昇平
- 中村光夫
- 武田泰淳
- 吉田健一

＜監事＞
- 吉川義雄
- 酒井三郎
- 飛島斉

＜評議員＞
- 浅利慶太
- 飯島小平
- 今里広記
- 今道潤三
- 岩佐凱実
- 大浜英子
- 大原總一郎
- 小汀利得

＜評議員＞
- 川喜多かしこ
- 川口松太郎
- 工藤友恵
- 今日出海
- 坂西志保
- 櫻田武
- 佐佐木茂索
- 佐藤亮一

＜評議員＞
- 鹿内信隆
- 嶋中鵬二
- 清水与七郎
- 菅原卓
- 高野善一郎
- 田中千禾夫
- 田中美知太郎
- 寺尾威夫

＜評議員＞
- 永野重雄
- 弘世現
- 水野成夫
- 宮澤喜一
- 湯浅祐一
- 吉田秀和

## 事業

### 公演
劇団雲、劇団欅、劇団昴も参照。

### 演劇図書館
理事や外国の財団から寄贈されたものを中心に約5000冊の演劇関係書を収める。初演時からのパンフレットも全冊所蔵。

### 演劇教育
1981年、理事長の福田恆存が演劇の理論書を上梓する。
その演劇観に基づいて総論、戯曲論、翻訳論、演出論、演技論などを述べる。種々の演劇学校やその他からの要望も踏まえ、教科書としても資するよう体系的に編纂する。
1993年から20年間、英国の王立演劇学校（RADA）より俳優教育担当者を招聘する。イギリスの王立演劇学校（RADA）より20年間に亘り、校長以下の俳優教育担当者を招待し、共通言語の導入を提唱する。演技術（規準）に共通項を持たない日本の俳優、演劇界に対して、「役者とは何か」、「演技とは何か」と再考を促す目的から計画された。同協会は役者に存在している「学校の違い」などの縄張り意識の追放を設立趣旨の一つとしていた。
日本の演劇界や俳優に共通言語としての演技術を学ぶ機会を提供する目的から計画される。初年度は校長のニコラス・バーターが来日し、2週間のワークショップを開催。英国の演劇界が共通して学ぶ俳優訓練が初めて日本に系統立てて紹介される。